# Anton Klochkov
Anton Yuryevich Klochkov (tiếng Nga: Антон Юрьевич Клочков; sinh ngày 15 tháng 5 năm 1998) là một cầu thủ bóng đá người Nga thi đấu cho FC Znamya Truda Orekhovo-Zuyevo.

## Sự nghiệp câu lạc bộ
Anh có màn ra mắt tại Giải bóng đá chuyên nghiệp quốc gia Nga cho FC Znamya Truda Orekhovo-Zuyevo vào ngày 7 tháng 4 năm 2018 trong trận đấu với FC Kolomna.